# Nicolás Domínguez
Nicolás Domínguez (Haedo, Partido de Morón, Provincia de Buenos Aires, Argentina; 28 de junio de 1998) es un futbolista argentino que juega en el Nottingham Forest F. C. de la Premier League de Inglaterra. Ha sido internacional con la selección de fútbol de Argentina.

## Trayectoria

### Vélez Sarsfield
Llegó al club de Liniers a los siete años de edad procedente del Fragio y recorrió todas las categorías infantiles y divisiones juveniles del club con gran participación, siendo el capitán de su equipo en la mayoría de los conjuntos que integró.
En la jornada 27 del Campeonato de Primera División 2016-17 convirtió su primer gol ante Tigre, poniendo el 1-0 parcial (partido que terminaría 3-0 a favor de Vélez). El 24 de agosto de 2019, marcó su primer doblete en la goleada al Club Atlético Newell's Old Boys por 3 a 1.

### Bologna F. C.
En agosto de 2019, el Bologna F. C. 1909 compró el 75% de su ficha por 9,6 millones de euros. A pesar de comprar su ficha, permaneció en Vélez Sarsfield hasta fin de año. Recién el 12 de enero de 2020 tendría su debut en el club italiano.

### Nottingham Forest
A fines de agosto de 2023 Domínguez fue fichado por el Nottingham Forest.

## Selección nacional
El 6 de septiembre de 2019 debutó oficialmente con la selección de Argentina en un partido contra Chile que terminaría 0:0. Fue convocado sucesivamente para los cinco amistosos posteriores, convirtiendo su primer gol en un partido contra la selección de Ecuador el 13 de octubre de ese mismo año.

### Participaciones en Copas América
| Torneo            | Sede   | Resultado | Partidos | Goles |
| ----------------- | ------ | --------- | -------- | ----- |
| Copa América 2021 | Brasil | Campeón   | 2        | 0     |

## Estadísticas
- Actualizado el 27 de agosto de 2023.

| Club                      | Temporada           | Liga nacional | Liga nacional | Copas nacionales | Copas nacionales | Copas internacionales | Copas internacionales | Total | Total |
| Club                      | Temporada           | PJ            | G             | PJ               | G                | PJ                    | G                     | PJ    | G     |
| ------------------------- | ------------------- | ------------- | ------------- | ---------------- | ---------------- | --------------------- | --------------------- | ----- | ----- |
| Vélez Sarsfield Argentina | 2017                | 12            | 1             | -                | -                | -                     | -                     | 12    | 1     |
| Vélez Sarsfield Argentina | 2017-18             | 24            | 0             | 4                | 0                | -                     | -                     | 28    | 0     |
| Vélez Sarsfield Argentina | 2018-19             | 25            | 3             | 1                | 0                | -                     | -                     | 26    | 3     |
| Vélez Sarsfield Argentina | 2019                | 14            | 5             | 4                | 0                | -                     | -                     | 18    | 5     |
| Vélez Sarsfield Argentina | Total               | 75            | 9             | 9                | 0                | -                     | -                     | 84    | 9     |
| Bologna · Italia          | 2020                | 16            | 0             | -                | -                | -                     | -                     | 16    | 0     |
| Bologna · Italia          | 2020-21             | 28            | 1             | 2                | 0                | -                     | -                     | 30    | 1     |
| Bologna · Italia          | 2021-22             | 28            | 0             | 1                | 1                | -                     | -                     | 29    | 1     |
| Bologna · Italia          | 2022-23             | 31            | 3             | 3                | 0                | -                     | -                     | 34    | 3     |
| Bologna · Italia          | 2023-24             | 2             | 0             | 1                | 0                | -                     | -                     | 3     | 0     |
| Bologna · Italia          | Total               | 105           | 4             | 7                | 1                | -                     | -                     | 112   | 5     |
| Total en su carrera       | Total en su carrera | 180           | 13            | 16               | 1                | -                     | -                     | 196   | 14    |

## Palmarés

### Campeonatos internacionales
| Título       | Equipo                 | Sede   | Año  |
| ------------ | ---------------------- | ------ | ---- |
| Copa América | Selección de Argentina | Brasil | 2021 |

### Distinciones individuales
| Distinción                              | Año     |
| --------------------------------------- | ------- |
| Mejor volante de la Superliga Argentina | 2019    |
| Equipó ideal de la Superliga Argentina  | 2018-19 |